# 최후의 나라의 아리스
최후의 나라의 아리스(일본어: 今際の国のアリス, Alice in Borderland, 아리스 인 보더랜드)는 아소 하로 작화의 일본의 수퍼센스 만화 시리즈이다. 쇼가쿠칸의 소년 만화 잡지 소년 선데이 수퍼를 통해 2010년 11월부터 2015년 3월까지 연재되었다가 주간 소년 선데이로 옮긴 이후 2015년 4월부터 2016년 3월까지 연재되었다. 각 장은 8권의 단행본으로 수집되었다. 3편의 OVA로 각색되어 2014년 10월부터 2015년 2월까지 출시되었다. 사토 신스케가 감독을 맡고 넷플릭스가 제작한 실사화 시리즈가 있으며 2020년 12년 전 세계적으로 개봉되었다.